# Jacques van der Poel
Jacques van der Poel (Hoogerheide, 5 januari 1963) is een Nederlands voormalig wielrenner.

## Loopbaan
Jacques van der Poel is de jongere broer van Adrie van der Poel. Hij reed in 1983 voor de amateurploeg van Jan van Erp. In zijn eerste twee jaar bij de amateurs behaalde hij enkele ereplaatsen. Pas in 1985 begon hij te winnen: het Nederlands kampioenschap voor amateurs en een etappe en het eindklassement in de Ronde van Wallonië (voor amateurs).
Eind 1985 volgde er een overstap naar de profploeg Skala. In zijn eerste jaar won hij een criterium in het Belgische Blankenberge. Opvallender was misschien nog wel de 12e plaats in Parijs-Roubaix, waar met een minder bescheiden houding nog meer in had gezeten. Hij deed bovendien mee aan de Ronde van Italië, waar hij in de eerste week met maagkrampen rondreed, maar toch uitreed en als 118e eindigde.
In zijn tweede jaar als prof won Van der Poel de GP Zele in België. Hij debuteerde ook in de Tour de France, maar kon daarvan slechts kortdurend genieten. De derde etappe was een ploegentijdrit, waarbij Van der Poel moest lossen en 43 seconden buiten de tijdslimiet binnenkwam. Ironisch genoeg was juist routinier Hennie Kuiper thuisgelaten, zodat Van der Poel mee kon. Het zou bij dit optreden in de Tour blijven.
In de rest van zijn carrière zou Van der Poel geen opvallende resultaten boeken. Hij reed van 1989 tot 1990 voor de Belgische formatie Weinmann en in de twee jaar daarna voor de Belgische wielerploeg Tulip Computers. In zijn laatste jaar won Van der Poel nog een tijdrit en een etappe in de Ronde van Poitou-Charentes en een criterium in Bergen op Zoom. Eind 1992 kwam er een einde aan zijn profcarrière, omdat er geen geïnteresseerde ploeg was.
Als voorbereiding op het wegseizoen deed Van der Poel aan veldrijden. In 1990, 1991 en 1992 werd hij 8e, 9e en 8e op de door Adrie gewonnen Nederlandse kampioenschappen veldrijden. Ook na zijn actieve loopbaan bleef Jacques bij het wielrennen betrokken, door bijvoorbeeld samen met zijn zoon Jens als vrijwilliger mee te helpen bij de organisatie van de GP Adrie van der Poel in zijn woonplaats Hoogerheide.

## Overwinningen
1985
- 5e etappe Ronde van Wallonië (voor amateurs)
- Eindklassement Ronde van Wallonië (voor amateurs)
- Nederlands kampioenschap voor amateurs

1986
- Criterium in Blankenberge

1987
- GP Zele

1991
- Criterium in Bergen op Zoom
- 4e (tijdrit) en 5e etappe Ronde van Poitou-Charentes

## Resultaten in voornaamste wedstrijden
| Jaar | Ronde van Italië | Ronde van Frankrijk | Ronde van Spanje |
| ---- | ---------------- | ------------------- | ---------------- |
| 1986 | 118e             |                     |                  |
| 1987 |                  | buiten tijd         |                  |
| 1988 |                  |                     |                  |
| 1989 |                  |                     |                  |
| 1990 |                  |                     |                  |
| 1991 |                  |                     |                  |

| Jaar | Milaan-San Remo | Gent-Wevelgem | Ronde van Vlaanderen | Parijs-Roubaix | Amstel Gold Race |
| ---- | --------------- | ------------- | -------------------- | -------------- | ---------------- |
| 1986 |                 |               |                      | 12e            |                  |
| 1987 |                 | 61e           | 58e                  |                |                  |
| 1988 |                 | 58e           |                      | 29e            | 53e              |
| 1989 | 110e            |               | 44e                  | 48e            |                  |
| 1990 |                 |               |                      |                |                  |
| 1991 |                 | 29e           |                      | 54e            |                  |